# أوسكار الكسندر
أوسكار الكسندر (بالألمانية: Oskar Alexander) هو رسام نمساوي، ولد في 20 فبراير 1876 في زغرب في كرواتيا، وتوفي في 16 أبريل 1953 في ساموبور في كرواتيا.